# Phelsuma berghofi
Phelsuma berghofi Krüger, 1996 è un piccolo sauro della famiglia Gekkonidae, endemico del Madagascar.

## Descrizione
Questo geco può raggiungere la lunghezza di 15 cm.

## Biologia
È una specie ovipara.

## Distribuzione e habitat
L'areale di Phelsuma berghofi è ristretto ad una piccola area costiera della regione di Atsimo-Atsinanana, nel sud-est del Madagascar, dal livello del mare sino a circa 50 m di altitudine.

## Conservazione
La IUCN Red List classifica P. berghofi come specie prossima alla minaccia di estinzione (Near Threatened).
La specie è inserita nella Appendice II della Convention on International Trade of Endangered Species (CITES).